# ゲンミンゲン
ゲンミンゲン (ドイツ語: Gemmingen) は、ドイツ連邦共和国バーデン＝ヴュルテンベルク州ハイルブロン郡に属す自治体（町村）。

## 地理

### 位置
ゲンミンゲンは、ハイルブロン郡西部のクライヒガウに位置している。

### 隣接する市町村
ゲンミンゲンに隣接する市町村は、西から時計回りに、エッピンゲン、キルヒャルト、マッセンバッハハウゼン、シュヴァイゲルン（以上、いずれもハイルブロン郡）である。ゲンミンゲンは、エッピンゲンおよびイットリンゲンとともに行政共同体を形成している。

### 自治体の構成
ゲンミンゲンは、ゲンミンゲン地区とシュテープバッハ地区からなる。
ゲンミンゲン全体の人口は 4,971人で、このうち 3,517人がゲンミンゲン地区、1,454人がシュテープバッハ地区に住む（2006年現在）。

## 歴史
ゲンミンゲンは、769年のロルシュ文書に初めて記録されている（古い地名は、Gemminchheim, Gemmininchheim または Gemyngenと表記される）。それ以前は、おそらく、ローマ帝国時代の入植地に、3世紀にアレマン人が住み着いて形成された村であったと考えられている。
近くにある廃村のツィンメルンや、現在はゲンミンゲンの地区になっているシュテープバッハは、8世紀頃のメロヴィング朝末期に創設され、当時はガルタハガウに属した。
1235年にゲンミンゲン家が初めて記録され、1350年頃になると、ヴュルテンベルクのレーエンとしてこの村を、後には周辺の村や山林をも所有、統治した。15世紀以後、ゲンミンゲンは帝国騎士領となり、クライヒガウ騎士区に属した。1497年にゲンミンゲン家は、高級裁判権を獲得した。宗教改革がなされたが、三十年戦争で荒廃したこの村に、1648年以後、スイス人やフランス人の新しい住民が住み着いた。彼らは、1688年から1697年に起こったプファルツ継承戦争による破壊のため、何度も復興を繰り返さねばならなかった。1664年にゲンミンゲンの支配権はヴュルテンベルクに、1710年からはナイペルク伯に移った。そして、この伯家の陪臣格への引き下げにより1806年にバーデン大公領となった。
1880年まで行われたクライヒガウ鉄道の建設は、ゲンミンゲンにある程度の繁栄をもたらした。一方、シュテープバッハは、同じ頃、移民や流民化した人々で人口を減らしていた。両村に電気が通ったのは、1920年であった。1925年1月1日、シュトライヒェンベルクがシュテープバッハと合併した。シュトライヒェンベルクは、廃村になったツィンメルンの場所にあたり、近世以後はシュタイヒェンベルク城塞やショムベルク城館が建つだけの場所であった。
1974年1月1日、それまで独立した自治体であったシュテープバッハがゲンミンゲンの地区として合併した。両自治体は、1970年代初めの州政府の自治体再編に協力するかどうかを議論し、合併は賛成多数を得たのであった。

### 宗教
ゲンミンゲンの統治者であったヴォルフ・フォン・ゲンミンゲンと、ゲンミンゲンの説教師ベルンハルト・グリープラーは、1520年代の初めにはすでに、ルターの信奉者になっていた。1531年の終わり、もしくは1532年の初めヴォルフはルター派の牧師をおき、これ以後、カトリックに固執する司祭を罷免してゲンミンゲンから追放した。 この教区の保護者であるシュパイアー司教座聖堂参事会との長年にわたる紛争の末、宗教改革運動はゲンミンゲンに定着した。 これに対してシュテープバッハでは、「cuius regio - eius religio（領主の宗教が領民の宗教）」の原則に基づき、1545年から1648年の間に10回も住民の宗教が変わった。シュテープバッハは、1649年にプファルツ選帝侯領となり、やっと改革派教会の村と定まった。ゲンミンゲンには、福音派と改革派の教会組織が存在する。カトリック信者は、エッピンゲンのカトリック教会組織に属す。
ゲンミンゲンのユダヤ人は、17世紀には少人数がすでに暮らしていた。入植政策の目標とされたことから、1710年以降、ゲンミンゲン地区の一角に大規模なコミュニティが形成されていった。1727年にユダヤ人学校が開設、1751年に12家族、1762年には17家族、約100人が定住していた。1790年からは、ノイペルク伯もゲンミンゲンにユダヤ人を受け容れた。1809年には、このコミュニティに16家族、86人が属しており、19世紀半ばまで増大し続けた（1864年には291人が属した）が、その後移民などにより減少した。1900年から1933年までの間にコミュニティの構成員は157人から47人にまで減少した。1933年以降、ほとんどのユダヤ人が町を出て、より大きな都市へ移り住んだ。1938年にはシナゴーグが破壊され、ゲンミンゲン当局に接収された。最後に残った7人のユダヤ人は1940年に Gursに移送され、そのうち3人が最終的にアウシュヴィッツで殺害された。シュテープバッハでも18世紀以降、一時的にユダヤ人コミュニティが創設された。

## 行政

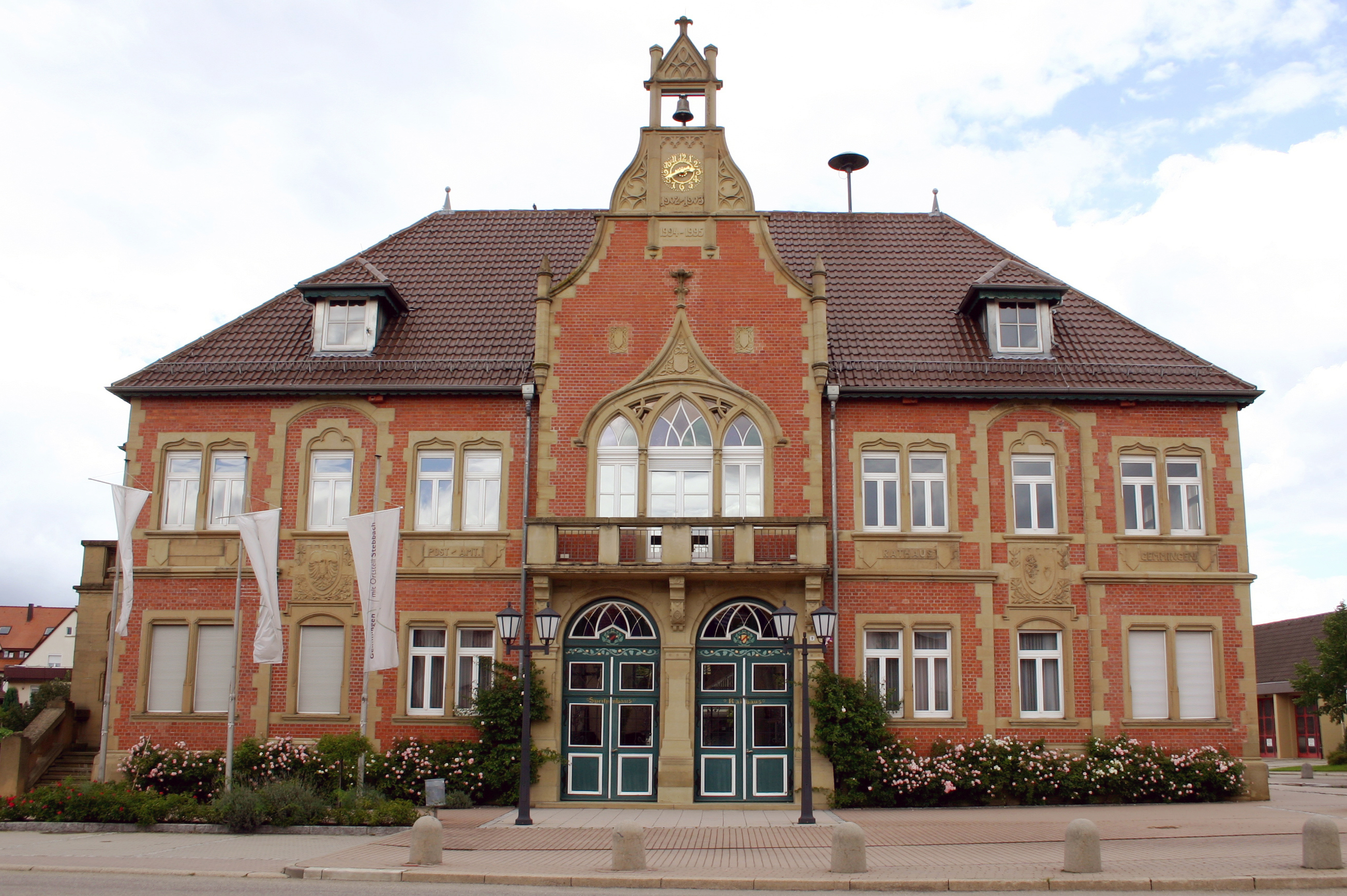
ゲンミンゲンの町役場

### 議会
ゲンミンゲンの議会は、13人の議員が選出さからなる。議会では、これに首長が加わり、議長を務める。

### 紋章と旗
図柄: 左右二分割。向かって左は、銀地で、緑の三峰の山に立てた黒い支柱に生えた緑のブドウのツル、青いブドウの房が3つついている。向かって右は、赤地に金の犂。旗は黄色 – 赤である。
紋章のブドウのツルと犂の図柄は、ブドウ栽培と耕作を象徴するもので19世紀からゲンミンゲンの印章に描かれている。紋章の色は、1901年にゲネラルラントアルヒーフの提案されたもので、ゲンミンゲンの議会は1910年に「今回だけは」賛同した。ゲンミンゲンの旗は、1969年5月2日にバーデン＝ヴュルテンベルク州内務省の認可を得た。

### 友好都市
- Dunavarsány（ハンガリー）1999年。友好関係は1996年にハンガリーの旅行グループが、偶々ゲンミンゲンを訪れたことから始まった。

## 文化と見所

### 建築

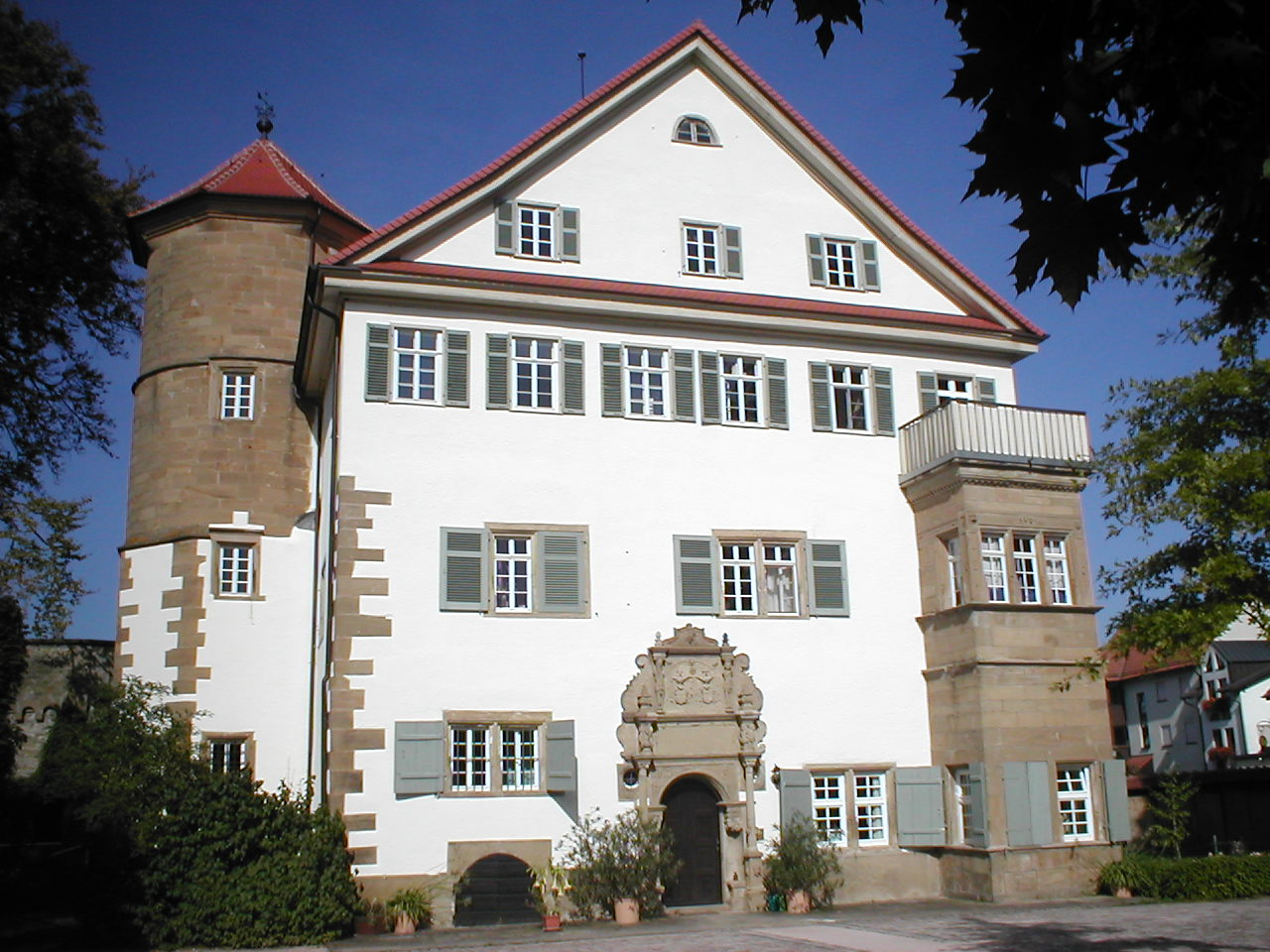
ゲンミンゲン城

- ゲンミンゲンの町の中心部には、4階建ての、ゲンミンゲン家の領主館であるゲンミンゲン城（ウンターシュロス）がある。この建物は、既に破壊されていた1274年頃に建てられたウンテーレン・ブルク（下の城塞）の基礎の上に1592年に建てられたものと推測される。城の近くには中世の防衛塔が遺されている。城は、印象的なルネサンス様式の玄関を見せ、壁には多くのゲンミンゲン家の人物の墓碑銘が見られる。1235年に建造されたミットレーレ・ブルク（中の城塞）や1568建造のオベーレ・シュロス（上の城館）は三十年戦争で破壊され、これらがあった場所には、現在、住宅が建てられている。
- 18世紀に建てられた2棟の木組み建築、旧会計局（1717年）と果樹倉庫（1725年）は、領主の宮廷施設の古い遺構である。
- 1902年から03年に建設されたユーゲント・シュティール初期様式の町役場は、郵便局や消防ポンプ小屋と同時代の建物である。この建物は、1751年建造の旧町役場（この建物も現存している）が手狭になったため、その代わりに建設された。
- プロテスタント教会: プライカルト・フォン・ゲンミンゲンは、1457年にこの教会のために新しい長堂を建設した。その後、塔の建設を開始し、これは息子のヴォルフの時代、1516年に完成した。これらの古い建物のうち現存するのは塔とその前室だけで、残りは1848年に建設した新しい建物である。[8]
- 町の中には、この他にも多くの建築技法上興味深い建築が保存されている。その中にはいくつかの木組み建築、19世紀の商店、1930年代の移民の家や、1521年にヴォルフ・フォン・ゲンミンゲンによって創設された旧ラテン語学校などがある。
- シュテープバッハ地区には、シュトライヒェンベルク城砦や、ショムベルク城館がある。

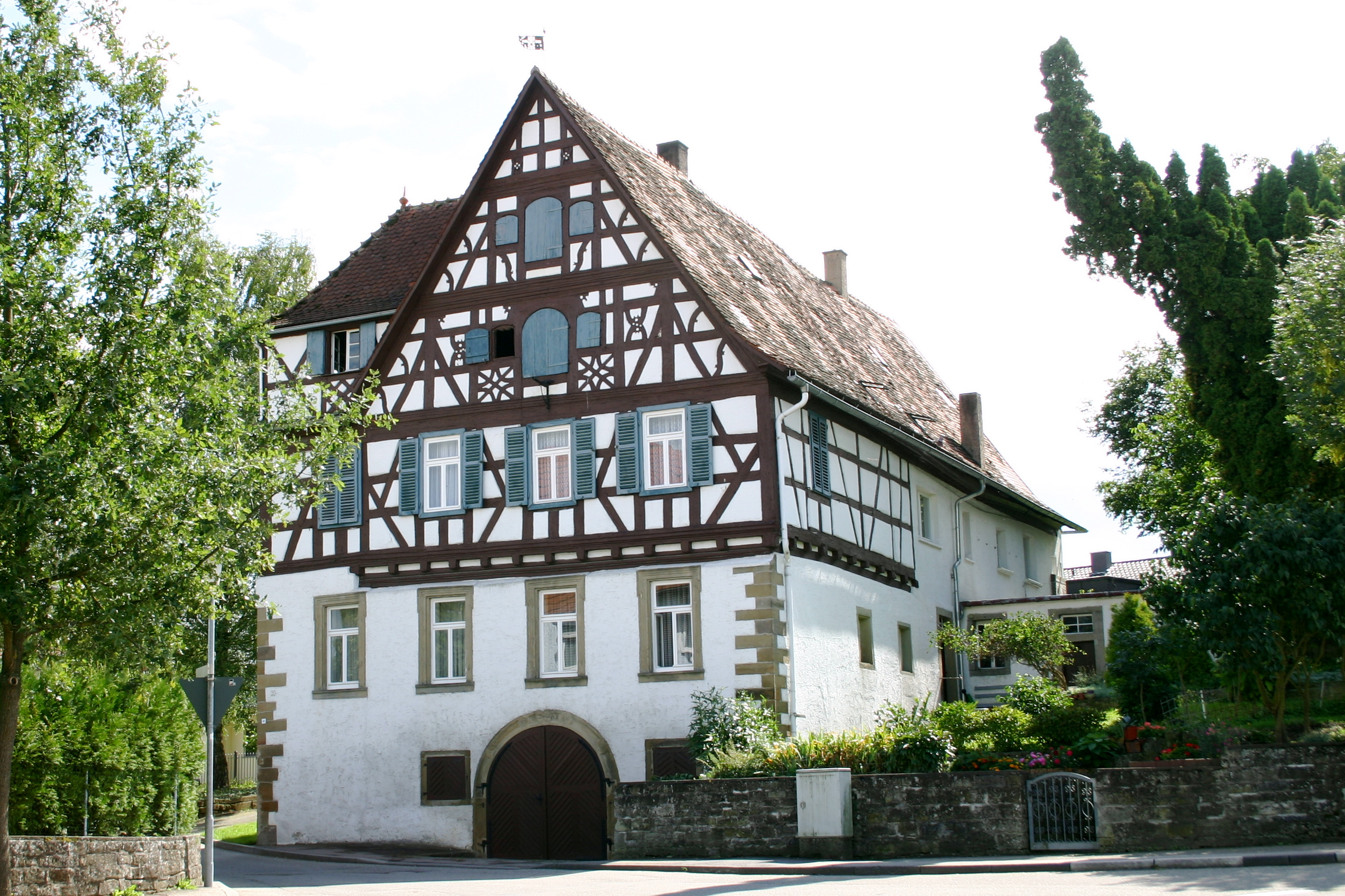
旧会計局
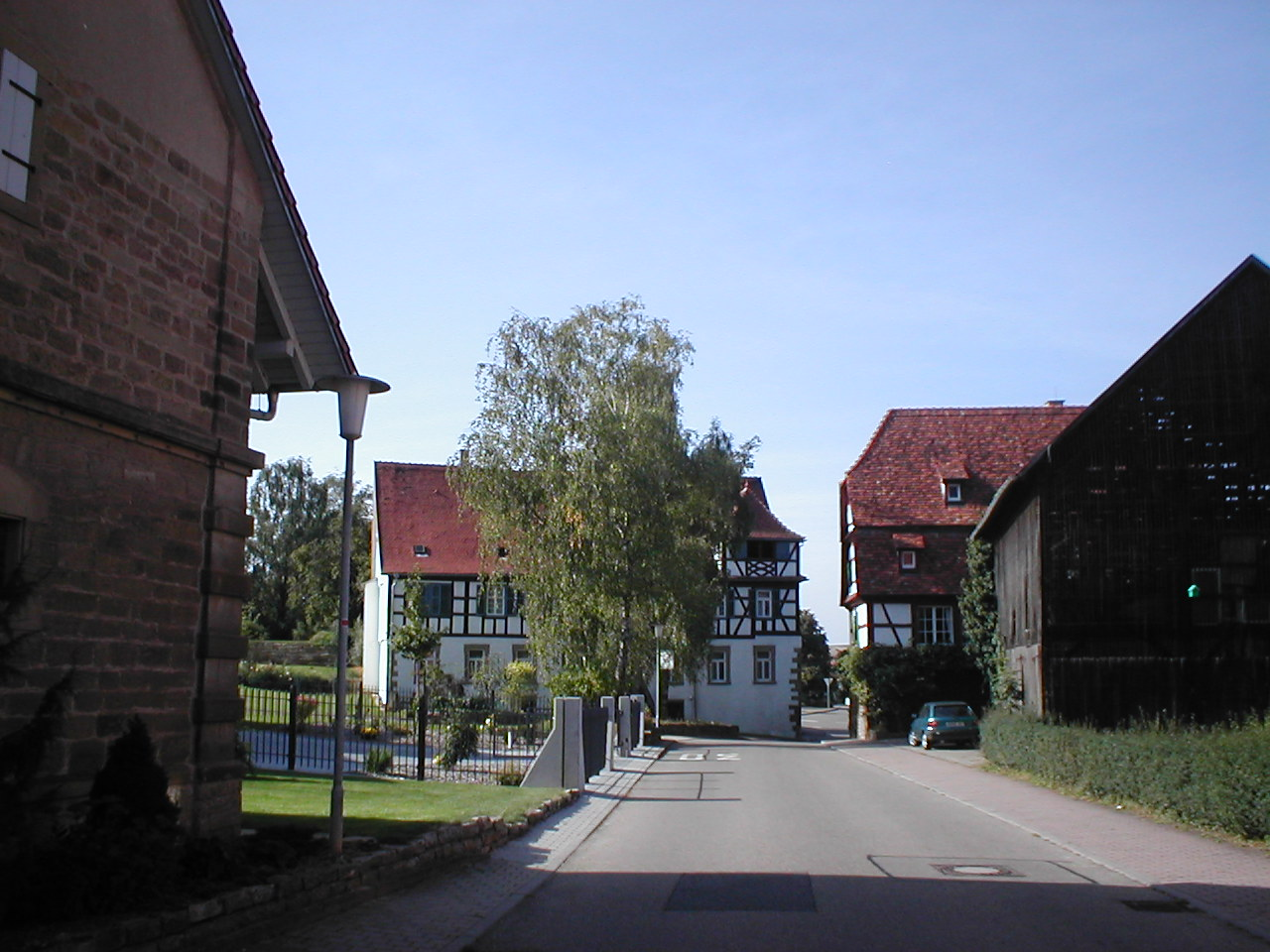
ゲンミンゲンの宮廷施設
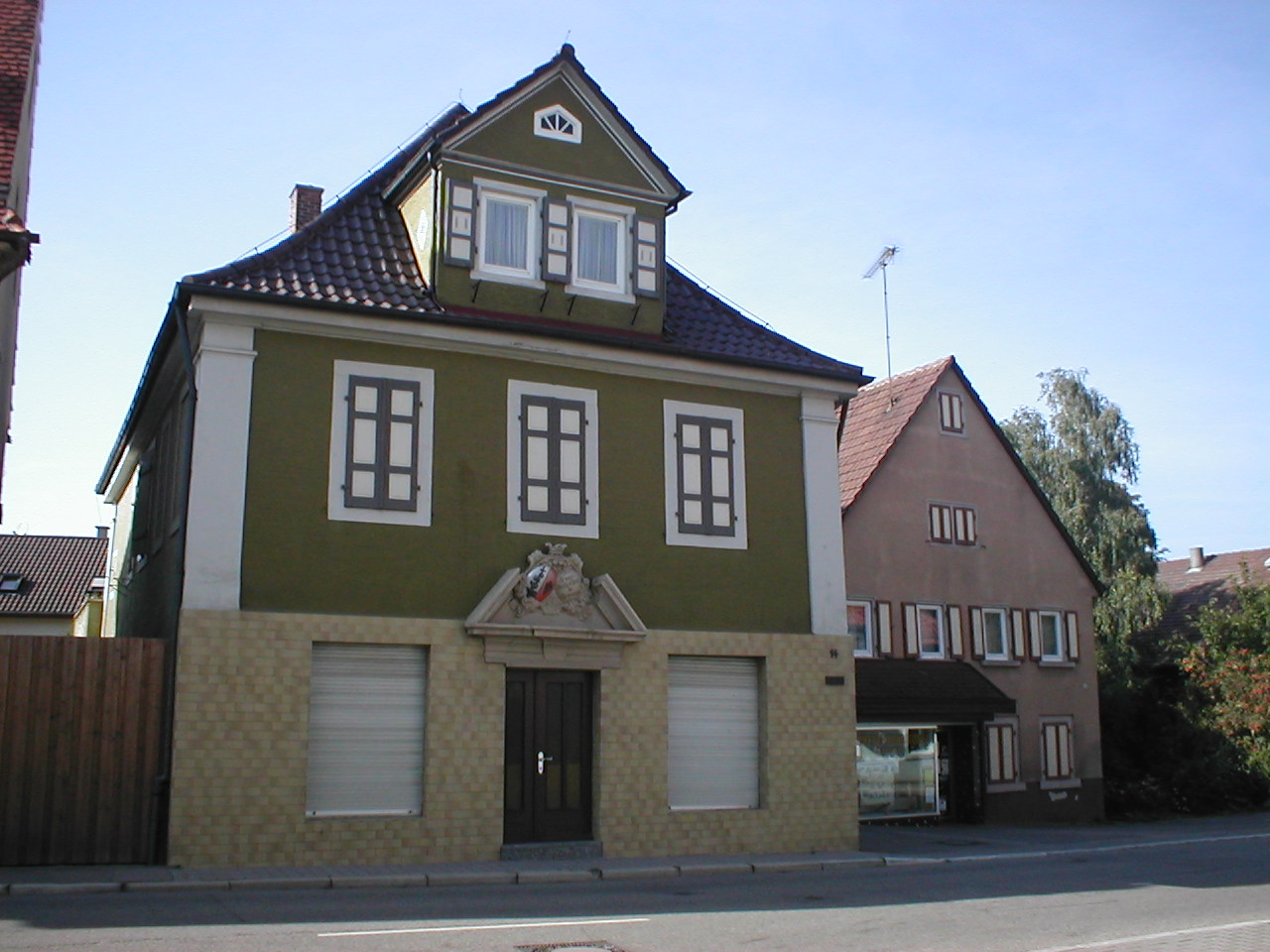
1751年建造の旧町役場
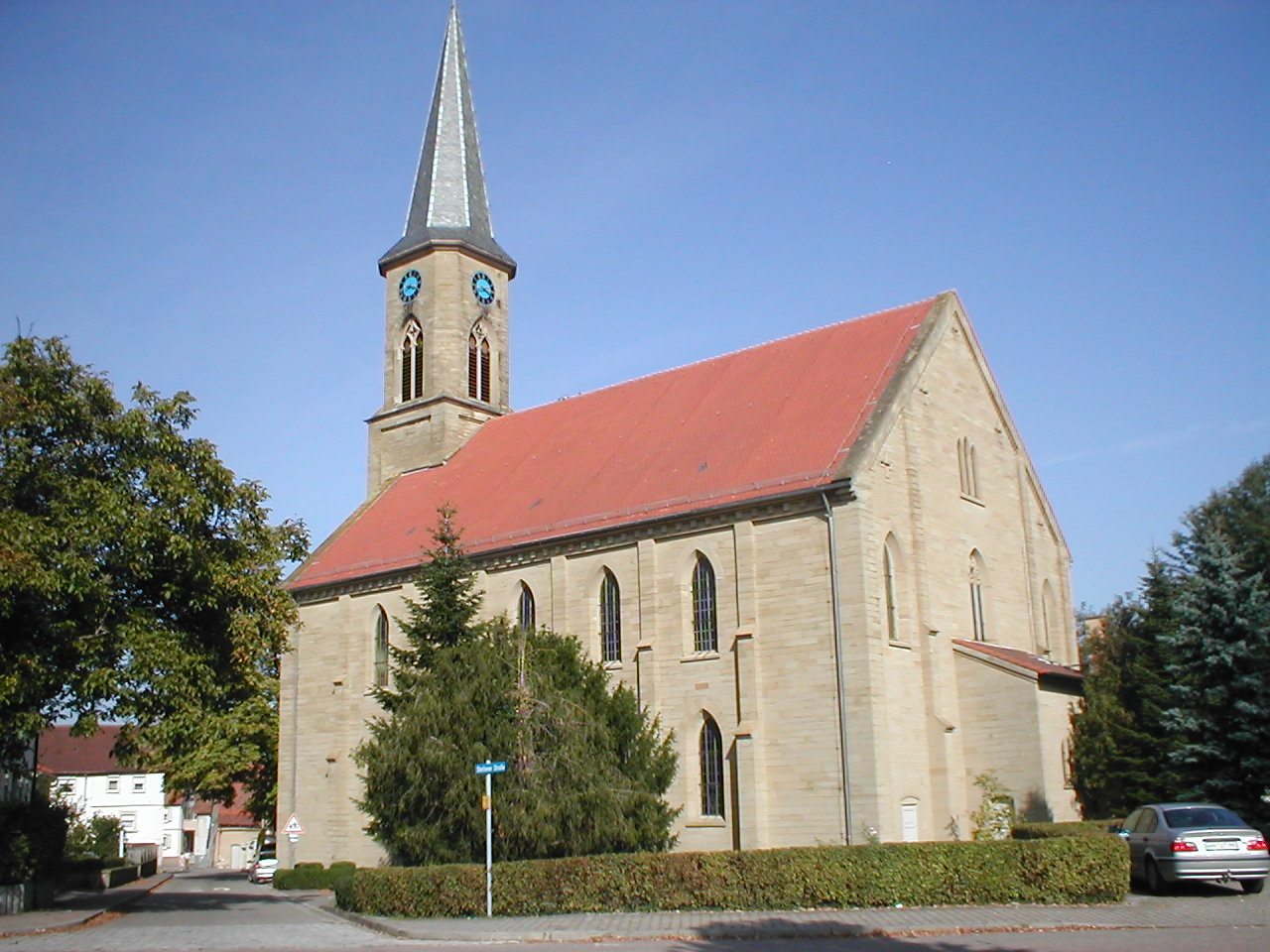
プロテスタント教会
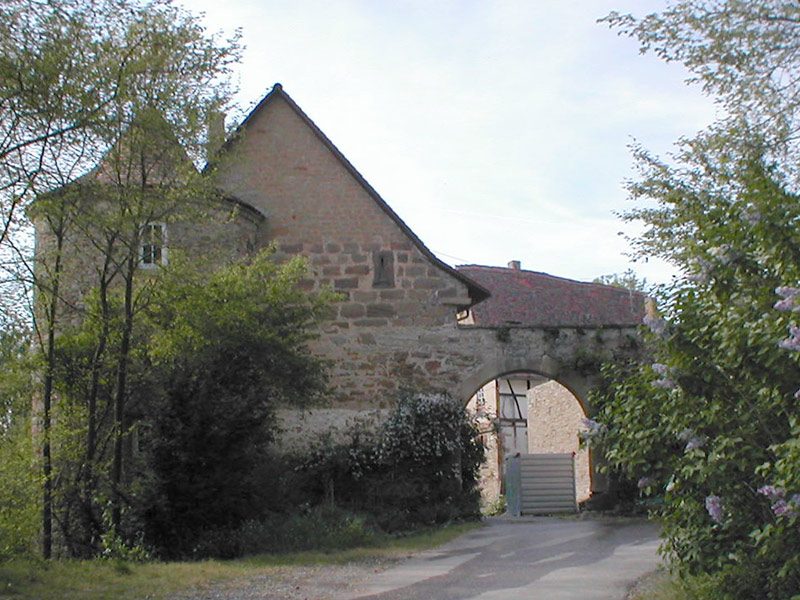
シュトライヒェンベルク城砦
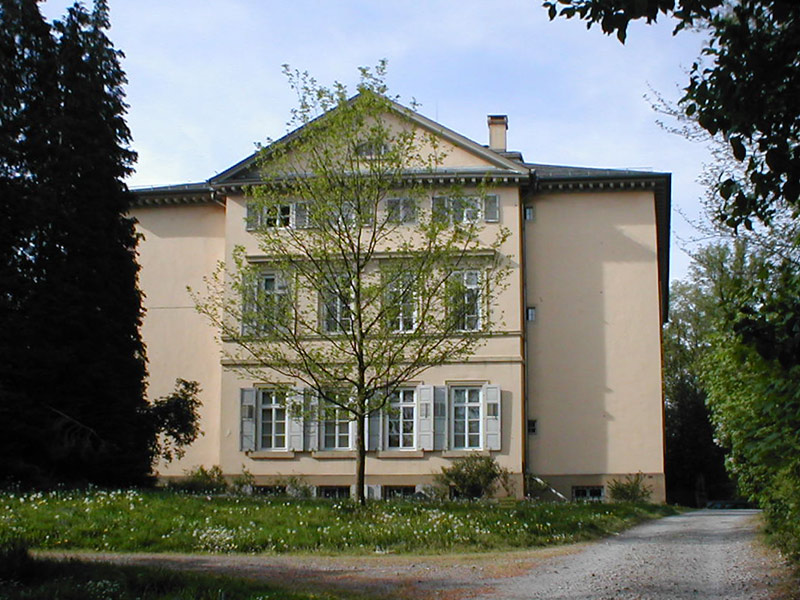
ショムベルク城館

### 公園
ゲンミンゲン上に隣接して城址公園がある。この公園は町の所有で1982年から1988年にイギリス式庭園に整備された。ここには、戦争記念碑、領主のお抱え庭師の家、歴史的道標がある。

### スポーツと余暇
1977年からゲンミンゲンには屋外プールが設けられた。

## 経済と社会資本
ゲンミンゲンは、ヴュルテンベルク・ワインの産地区分で、ヴュルテンベルク・ウンターラント地方ホイヒェルベルク地区に属すワイン町である。

### 交通
ゲンミンゲンは、連邦道B293号線ハイルブロン - カールスルーエ間、およびハイルブロンおよびカールスルーエの市電が走るクライヒガウ鉄道（ハイルブロン - カールスルーエ）沿いに位置している。アウトバーンA6号線は、ジンスハイムまたはバート・ラッペナウのインターチェンジを利用して、ゲンミンゲンから数kmの距離である。シュテープバッハ地区も、かつてはシュタインスフルト - エッピンゲン線の駅があり、鉄道網に接続していたのだが、この駅は廃止されてしまった。

### メディア
ゲンミンゲンでのできごとは、日刊紙 Kraichgau Stimme（Heilbronner Stimmeの地方版）およびハイデルベルクに本社を持つ Rhein-Neckar-Zeitungに掲載される。